# Landwehr (Altenberge)

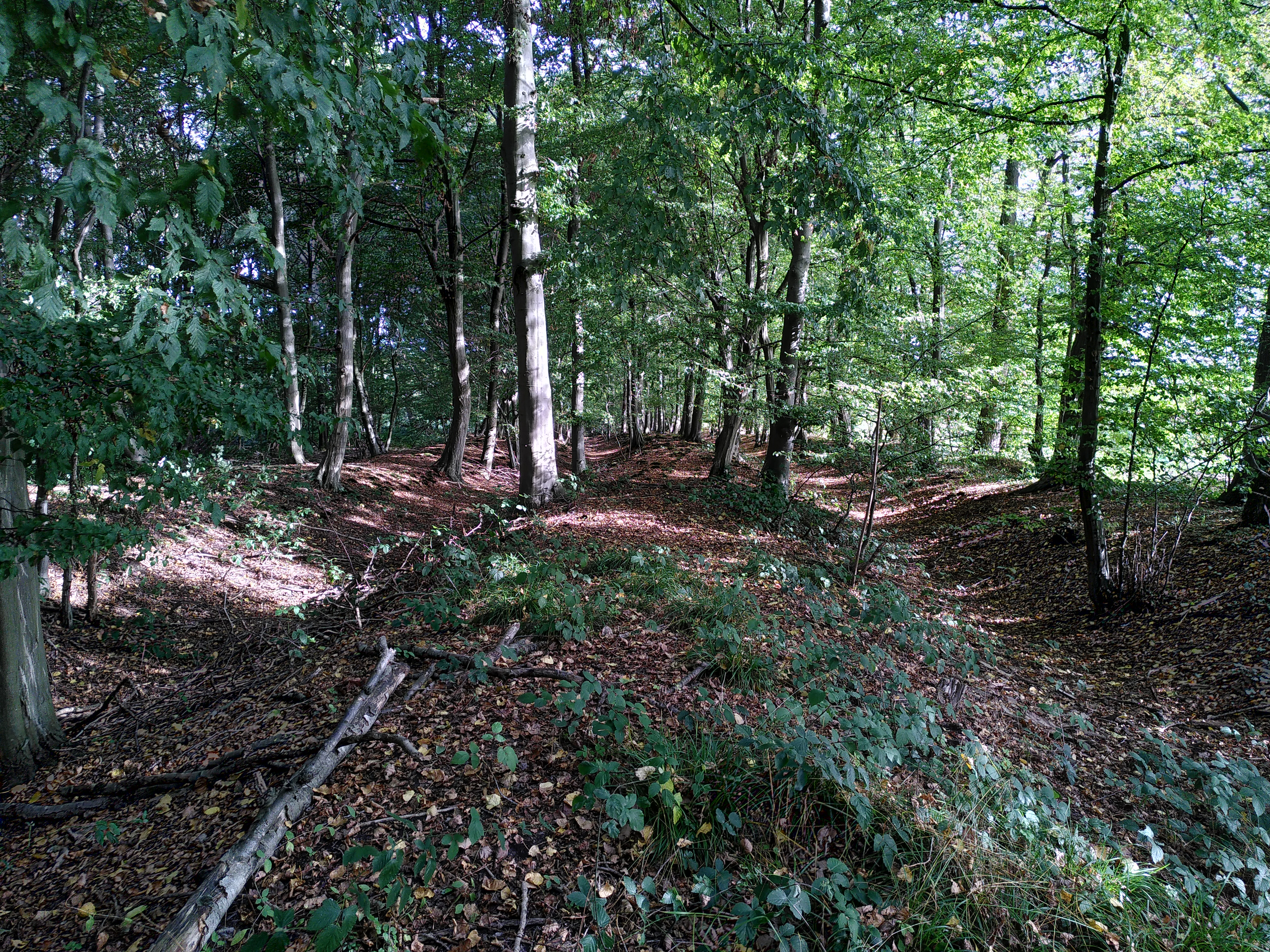
Landwehr mit drei Wällen und Gräben

Die Landwehr von Altenberge, Kreis Steinfurt war Teil eines Netzwerkes von Landwehren im Münsterland, die vom Fürstbischof in Münster, hauptsächlich zum Schutz der Kirchspiele, veranlasst wurde.

## Geschichte
Im Laufe des 14. Jahrhunderts wurde die Altenberger Landwehr gegen die Herrschaft von Steinfurt errichtet. In dem Zeitraum gab es einige gravierende Fehden mit folgenreichen kriegerischen Überfällen zwischen den Grafen von Steinfurt und den Bischöfen von Münster. Wann jedoch die Errichtung der Landwehr genau begonnen wurde, ist noch nicht geklärt. Es wird jedoch angenommen, dass sie entstanden ist, nachdem Bischof Ludwig von Münster im Jahr 1321 in einer Urkunde verordnet hatte, dass die Kirchspiele durch eine munico que lantwere vulgariter appellatur (Befestigung, die allgemein als Landwehr bezeichnet wird) zu schützen seien. Erstmals erwähnt wird sie im Jahr 1395 bei einer Grenzbegehung des Gogerichts Sandwelle, in dessen Bericht es heißt:

„... lantwere bylanck van Bletynctorpe ...“

Auch mehr als 250 Jahre später erfüllte die Landwehr noch ihren Schutz- und Verteidigungszweck. Der Fürstbischof von Münster, Christoph Bernhard von Galen, hat wahrscheinlich bei seiner Thronbesteigung im Jahr 1650 eine Überprüfung seines Machtbereichs angeordnet. Dies führte dazu, dass drei Abgeordnete des Domkapitels, angeführt vom Gografen Hermann Osthoff, sich am 6. Oktober 1653 auf den Weg machten. Sie besichtigten die Außengrenzen der räumlich zusammenhängenden Gogerichte Meest, Bakenfeld und Telgte, zu denen unter anderem auch das Kirchspiel Altenberge gehörte.
Im Protokoll dieses Schnadzugs wurden Höfe benannt, die auch noch zu Beginn des 19. Jahrhunderts ihre Namen beibehalten hatten. Dieser Tatsache ist es zu verdanken, dass sich der Weg der Beamten und damit auch der Verlauf der Landwehr gut nachvollziehen lässt.

## Bauweise
Zunächst wurde der geplante Verlauf abgesteckt und stellenweise auch vermessen. Man orientierte sich dabei an bestehenden Grenzen, die bereits durch Grenzsteine, Grenzbäume oder andere Zeichen markiert waren.
Danach wurden Gräben ausgeschachtet und der dabei anfallende Aushub zu Wällen direkt neben den Gräben aufgeworfen. Die Scheitel der Wälle wurden anschließend bepflanzt. Hierzu wurden unter anderem Hainbuchen, Schlehen, Weißdorn, Rosen und Brombeeren genutzt, häufig also stachelige oder dornenbewährte Pflanzen im Unterholz, die ein Durchdringen erschweren sollten. In einigen Abschnitten wurden an der Innen- und Außenseite noch begehbare Freiräume geschaffen. Zudem wurden wenige, gesicherte Durchlässe angelegt.
Die angelegten Gräben wurden nicht geflutet und führten aller Wahrscheinlichkeit nach nur nach starken Niederschlägen oder nach der Schneeschmelze Wasser. Eine Ausnahme bilden die Bereiche der Steinfurter Aa und der Landwehrbach, die als Teile der Grenzlinie ständig mit Wasser gefüllt waren.
Die Arbeiten wurden in erster Linie von den Bewohnern der Kirchspiele unter Verwendung einfachster Hilfsmittel, die sie selbst mitbringen mussten, durchgeführt. Es handelte sich dabei meistens um Spaten, da es Schaufeln zu der Zeit noch nicht gab.
Im Durchschnitt sind die Landwehre, die aus einem Wall und einem Graben bestehen, ca. 8 m breit. Die lichte Breite des Grabens beträgt dabei 3,5 m und die Wallsohle 4,5 m. Die Gräben hatten eine Tiefe von ca. 1,5 m und eine ca. 1,5 m breite begehbare Sohle. Die Wallhöhe betrug auch ca. 1,5 m und die Breite des Wallscheitels in etwa 2 m. Auf dem Wallscheitel gab es einen Bewuchs in Höhe von ca. 2 m.
Es handelte sich hauptsächlich um Aushub- und Aufwurfarbeiten, die mit Spaten verrichtet wurden. Bei der Bodenkonsistenz im Münsterland konnte ein Mann pro Tag nur ein ca. 1 m langes Stück mit Wall und Graben bauen. 30 Mann würden dann an einem Tag ungefähr 10 m Strecke einer Anlage mit drei Wällen schaffen. Das bedeutet, dass sie unter Berücksichtigung von Feiertagen, schlechtem Wetter und Erholungsphasen in einem Jahr ca. 3 km Landwehr erstellen können. Dazu kommt dann noch die Zeit für das Bepflanzen, Roden usw.

## Verlauf der Landwehr
Anhand der Aufzeichnungen des Schnadzugs von 1653 lässt sich der Verlauf der Landwehr heute noch gut nachvollziehen.
Sie begann im Süden an der Grenze zwischen Altenberge und Nienberge am sogenannten Waltruper Feld. Heute stoßen dort die Straßen Horstmarer Landweg, Rüschhausweg und Klosterweg aufeinander. Ganz in der Nähe steht heute ein Doppelbildstock aus dem Jahr 1740, auch „witte Beld“ (geweihtes Bild) genannt.

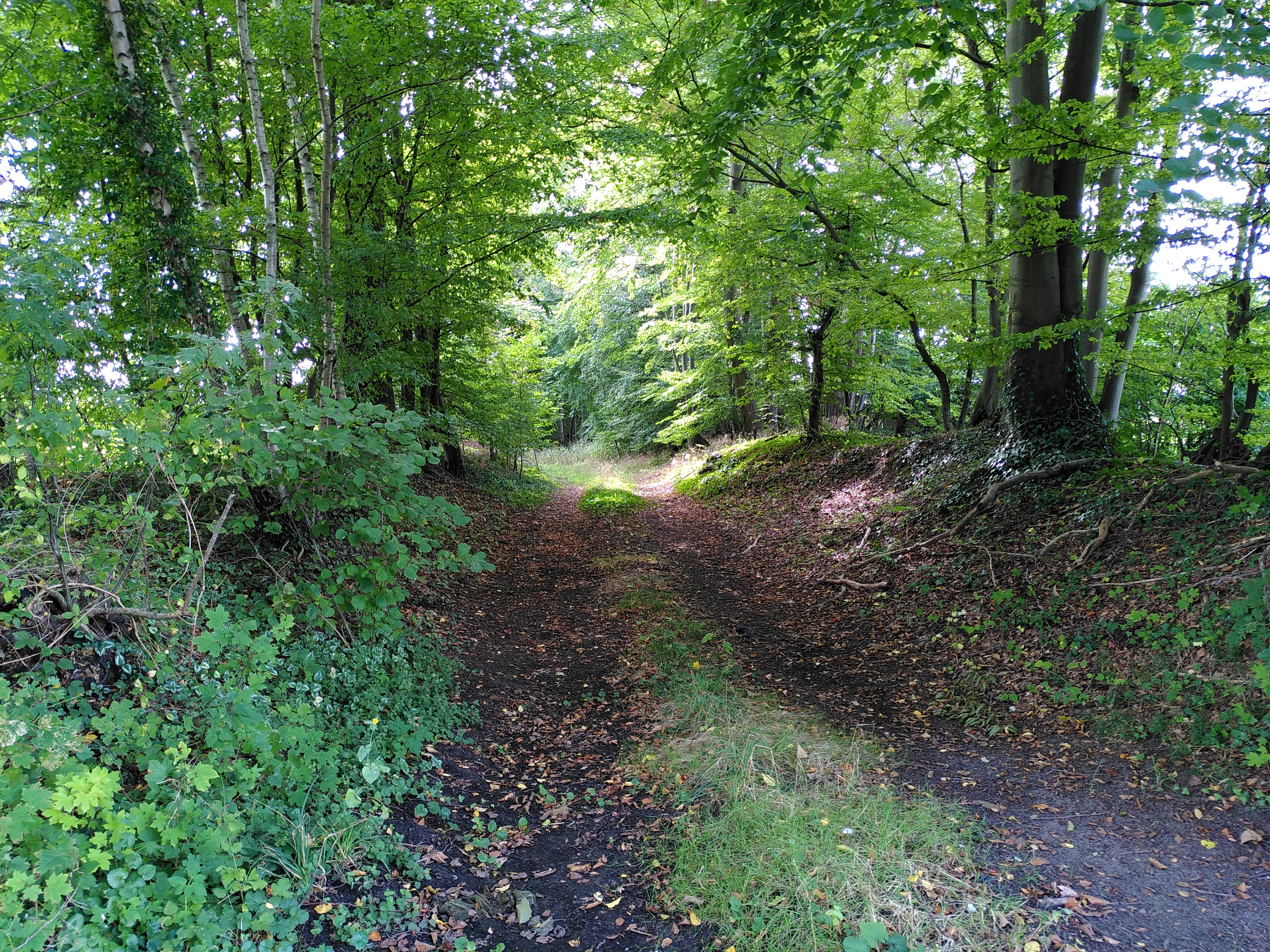
Landwehr an der L 506 am ehemaligen Sturler Baum

Von dort ging es weiter über den „gemeinen Hellweg“, den jetzigen Klosterweg, Richtung Hohenholte zu den dortigen Mühlen. Heute gibt es dort noch die Klostermühle Hohenholte. Dann folgte man der Münsterschen Aa bis kurz hinter die heutige L 874. Von dort ging es dann nördlich bis zur Grenze der Kirchspiele Havixbeck, Billerbeck und Altenberge, dem damals sogenannten Winkelbaum. Das war der erste Schlagbaum auf der Strecke, der im Protokoll genannt wurde. Weiter ging es in Richtung Norden zum Sturler Baum, wo der Horstmarer Landweg (heute L 506) die Landwehr kreuzte. Von dort führte die Landwehr entlang der heutigen Gemeindegrenze Altenberges bis zum „Dreiländereck“ Altenberge, Nordwalde und Steinfurt.

### Passierstellen
Durchlässe gab es nur wenige, wo Hauptverkehrswege die Landwehr kreuzten. Hier sind vor allem der Winkelbaum, Sturler Baum, Rateringbäume und die Plettendorffer Bäume zu nennen.

## Erhaltene Teilstücke
Im Laufe der Zeit verloren die Landwehren ihre eigentliche Funktion und wurden daher auch nicht mehr gepflegt. Dadurch kam es dazu, dass die angepflanzten Gehölze, die nicht mehr gestutzt wurden, zu ihrer natürlichen Höhe heranwuchsen. Der dichte Strauchbewuchs in Bodennähe bekam dadurch nur noch wenig Licht und die dornigen Gehölze verschwanden zum Teil. Dadurch wurden die einstmaligen Pflanzenwände durchlässig und es entstanden in einigen Bereichen waldähnliche Strukturen.
Auch fielen große Abschnitte der Landwehr der Gewinnung von Ackerland zum Opfer und es wurden die Wälle abgetragen und die Gräben verfüllt, sodass häufig nur noch Streifen von wenigen hundert Metern Länge erhalten sind.
Es gibt noch einige Teilstücke, an denen man die Wälle und Gräben der Altenberger Landwehr erkennen kann. Hauptsächlich liegen diese im nördlichen Teil und sind in unterschiedlichem Zustand. Die erhaltenen Stücke sind inzwischen geschützte Bodendenkmäler und Biotope, auf denen eine intensive Holznutzung untersagt ist. Durch Erosion sind die Gräben nicht mehr so tief und die Wälle nicht mehr so hoch wie im Mittelalter, aber in den meisten Teilstücken noch deutlich zu erkennen.

## Touristische Stationen
Der Heimatverein Altenberge hat eine Liste mit den besuchenswerten Teilstücken der Anlage erstellt. Insgesamt handelt es sich dabei um zwölf Stationen über den gesamten Verlauf der Altenberger Landwehr. Nicht alle Teilstücke kann man besichtigen, da sie zum Teil nur über private Grundstücke zu erreichen sind oder auf solchen liegen.

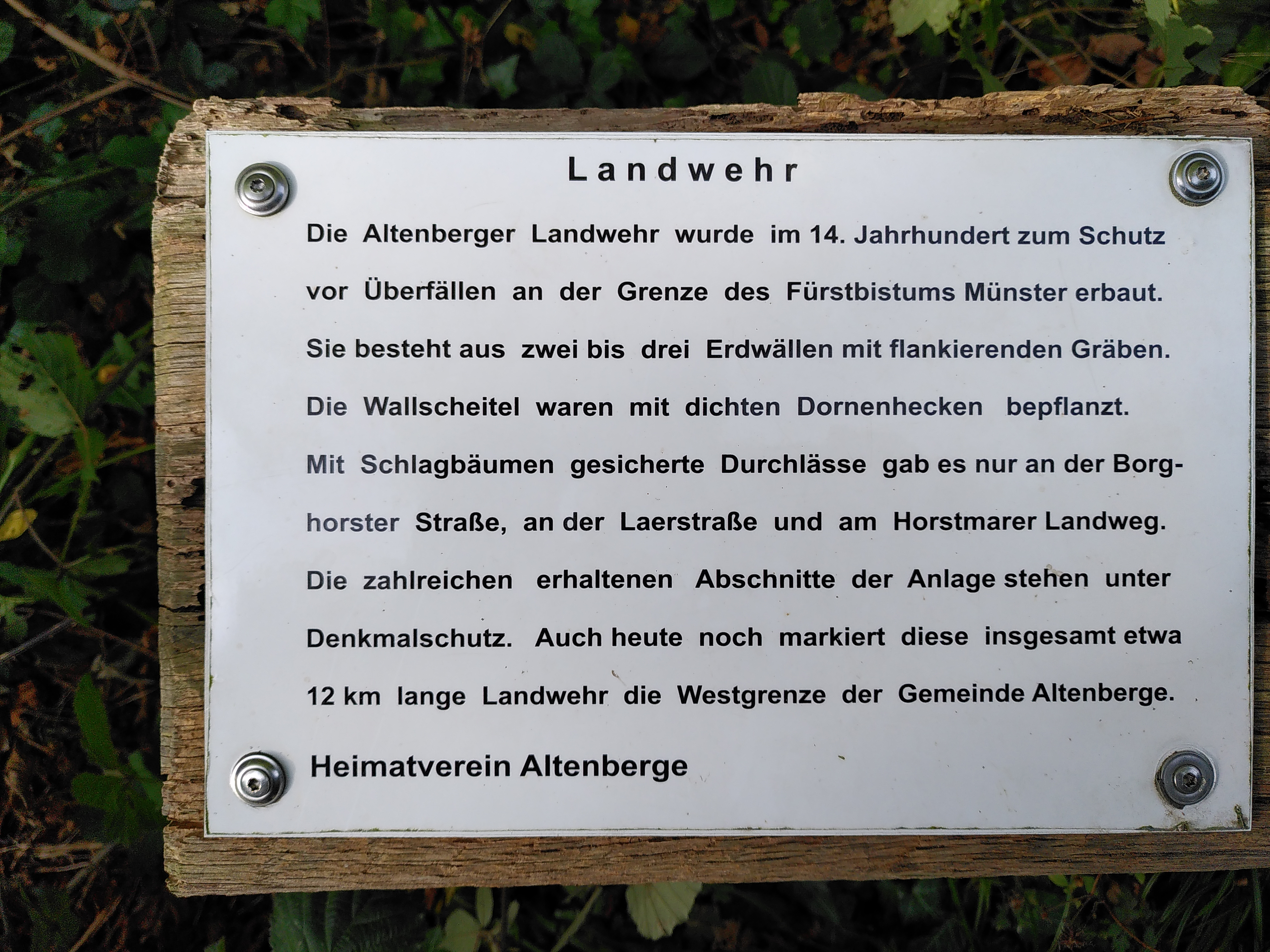
Infotafel mit kurzer Erläuterung

Alle Abschnitte stehen heute unter Denkmalschutz und sind Biotope, die dicht bewachsen sind. An zwei der Stationen wurden Informationstafeln aufgestellt.